# تریگورتسی
تریگورتسی (به بلغاری: Trigortsi) یک منطقهٔ مسکونی در بلغارستان است که در شهرستان بالچیک واقع شده‌است.